# Stadl an der Mur
Stadl an der Mur est une ancienne commune autrichienne du district de Murau en Styrie. Depuis 2015 elle a fusionné avec celle de Predlitz-Turrach pour former Stadl-Predlitz.